# Strada regionale 43 del mare
La strada regionale 43 del mare (SR 43) è un'arteria di collegamento del Veneto che collega la variante di Musile di Piave della SS14 var/A con la Jesolana (SP42). Costeggia per tutta la sua lunghezza il fiume Sile.
L'intera tratta era originariamente parte della strada provinciale 43 "Portegrandi-Caposile-Jesolo" che ad oggi esiste ancora, iniziando a Portegrandi e terminando a Caposile, luogo da dove comincia la strada regionale in questione.
È una strada extraurbana secondaria, e il limite massimo di velocità è di 70 km/h.

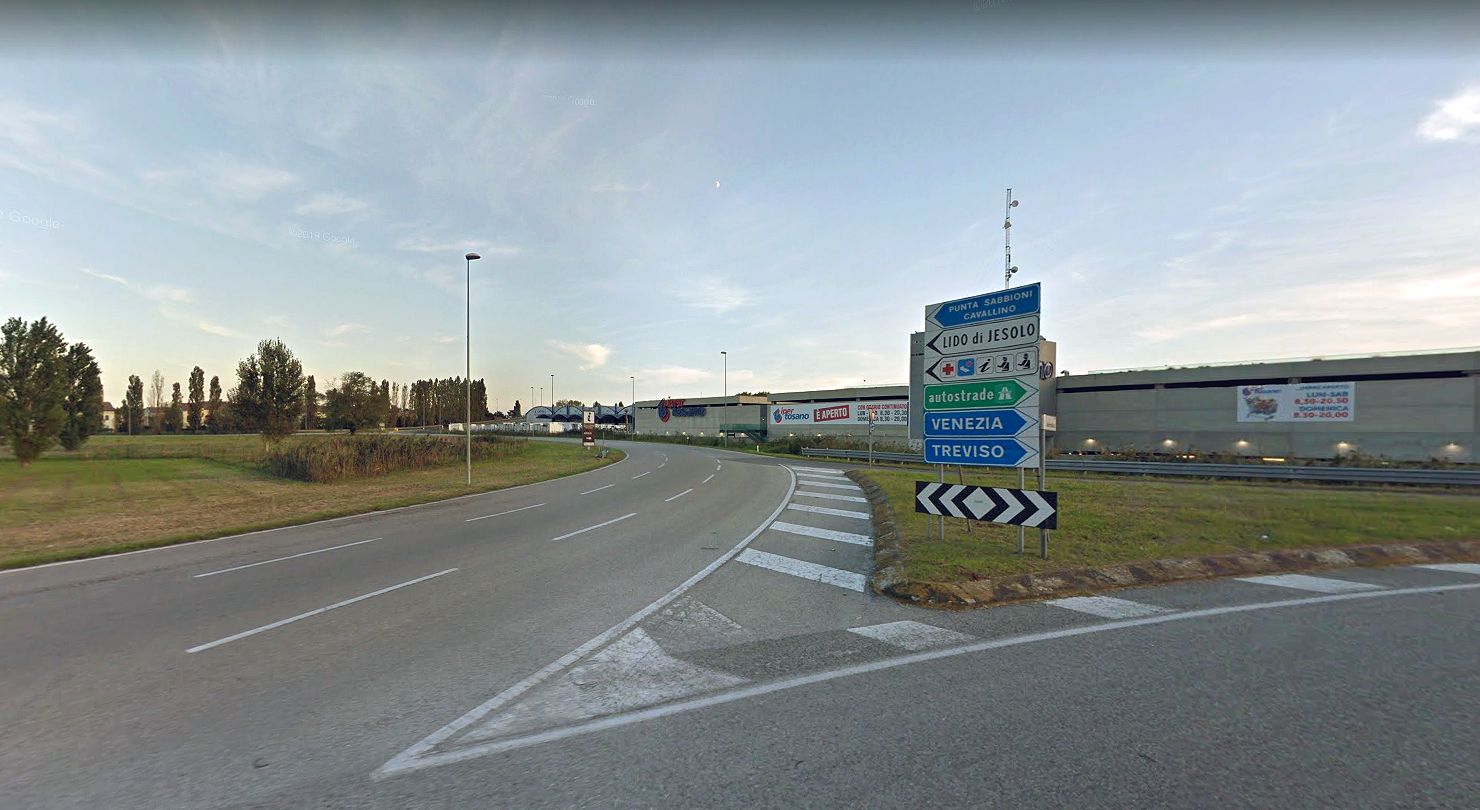
La SR 43 presso la rotonda della circonvallazione

## La "Via del Mare"
Questa strada, assieme alla variante di Musile di Piave ed alla Treviso-mare formano la cosiddetta "Via del Mare" per raggiungere le principali località marittime veneziane quali Jesolo, Cavallino, Eraclea e Caorle.
Specialmente durante il periodo estivo l'intera tratta è soggetta a pesante traffico, proprio perché è l'unica strada disponibile per raggiungere le località balneari veneziane dall'entroterra veneto.

### Sviluppi futuri
L'intera tratta dell'attuale strada del mare è compresa nel primo lotto del progetto della "Superstrada del mare", risalente al PRT 2004, che la renderebbe una strada extraurbana principale (categoria B) con doppia corsia per senso di marcia.
Nel giugno 2020 il progetto, già archiviato nel 2007, è stato definitivamente approvato dal CIPE e collegherà l'autostrada Serenissima con Jesolo con un'infrastruttura soprelevata di 18 km molto probabilmente a pedaggio, poiché finanziata da privati in project financing.

## Tabella percorso
| del mare | |      |                   |
| Tipo     | Indicazione | ↓km↓ | Comune            |
|          | Variante di Musile di Piave Venezia - San Donà di Piave - Portogruaro - Monfalcone - Trieste Portegrandi-Caposile-Jesolo Portegrandi - Quarto d'Altino Caposile-Passarella-Eraclea Caposile - Passarella - Eraclea | 0,0  | San Donà di Piave |
|          | Via Santa Maria di Piave | 2,6  | San Donà di Piave |
|          | Santa Maria di Piave | 3,2  | San Donà di Piave |
|          | Via Ca'Nani | 4,1  | Jesolo            |
|          | Area di servizio | 5,3  | Jesolo            |
|          | Via Ca'Nani | 5,9  | Jesolo            |
|          | Ipermercato Via Piave Vecchio | 7,0  | Jesolo            |
|          | Circonvallazione di Jesolo Jesolo | 7,5  | Jesolo            |
|          | Ponte sul fiume Sile | 7,9  | Jesolo            |
|          | Via Adriatico | 8,3  | Jesolo            |
|          | Via Parco Rimembranza | 9,1  | Jesolo            |
|          | Ponte sul fiume Sile | 9,6  | Jesolo            |
|          | Area di servizio | 10,2 | Jesolo            |
|          | Lido di Jesolo Jesolana Eraclea - Ponte Crepaldo - La Salute di Livenza - Lugugnana - San Michele al Tagliamento                                                                                                   | 10,8 | Jesolo            |
|          | Jesolana Punta Sabbioni - Ca' Savio - Ca' Pasquali - Ca' Ballarin - Cavallino | 11,6 | Jesolo            |

## Circonvallazione di Jesolo
La strada regionale 43 var Circonvallazione di Jesolo (SR 43var) è una strada che funge da circonvallazione all'omonima città, attualmente è stato completato solo il primo stralcio che collega la strada provinciale 42 "Jesolana" con la strada regionale 43 "del mare" bypassando il centro di Jesolo. Il progetto originale del 1997 comprendeva anche il prolungamento verso la Pineta di Jesolo dalla quale si può raggiungere località come Cortellazzo.
Con il progetto della "Superstrada del mare" si completerà anche quest'oper incompiuta da più di vent'anni.
È una strada extraurbana secondaria, e il limite massimo di velocità è di 70 km/h.

### Sviluppi futuri
Oltre al completamento della circonvallazione è stata presa in considerazione l'idea di una vera e propria tangenziale di Jesolo che rimuoverebbe tramite cavalcavia o sottopassi (come già presente al lido est e già predisposto ad ovest) l'intersezione con le rotatorie, rendendo la strada a scorrimento veloce.

## Tabella percorso SR43var
| Circonvallazione di Jesolo | |      |
| Tipo                       | Indicazione | ↓km↓ |
|                            | del Mare Treviso - Venezia - San Donà di Piave del Mare Punta Sabbioni - Cavallino-Treporti Jesolo                           | 0,0  |
|                            | Cavalcavia su via Pirami | 0,5  |
|                            | Jesolana Eraclea - Ponte Crepaldo - La Salute di Livenza - Lugugnana - San Michele al Tagliamento Zona industriale di Jesolo | 3,2  |
|                            | Jesolo-Cortellazzo Cortellazzo                                                                                               | ≅ 6  |
|                            | Viale Madre Teresa di Calcutta                                                                                               | ≅ 10 |